# 初·末ONCE AGAIN
《初•末ONCE AGAIN》是Buddy画漫画，风息神泪脚本，在《天漫》连载的漫画。于2012年5月20日单行本上市。入围第六届日本外务省（政府机关）所举办的“国际漫画奖”，漫画男主角远戈是个高阶主管……。